# Nomadi
Nomadi (grško nomás, mesto za pašo) so ljudje in družba, ki zaradi kulturnih, ekonomskih ali drugih razlogov niso prevzeli stalnega načina življenja. Nomadski način življenja je pogojen z živinorejo, lovom in ribolovom, obstajajo pa tudi morski nomadi.
Niz sodobnih načinov življenja uničujejo nomadsko tradicijo, zato del nomadskega načina življenja v industrijsko razvitih državah hitro pada. Obstoj mnogih takih družb je danes ogrožen ali pa najmanj njihov način življenja, ker se njihova pravica do zemlje zelo težko ubrani glede na njihove sosede. 
Njihova zgodovina in sedanjost se poskuša proučevati šele v novejšem času.

## Skupne značilnosti nomadov
Navedenih je le nekaj skupnih značilnosti nomadov, seveda pa se vsako nomadsko ljudstvo razlikuje samo po sebi. 
- Nomad je oseba brez ustaljenega doma, ki se premika iz kraja v kraj kot način pridobivanja hrane, iskanje paše za živino ali kako drugače za preživljanje.
- Večina nomadskih skupin sledi ustaljenemu letnemu ali sezonskemu vzorcu gibanja in naseljevanja.
- Nomadski narodi tradicionalno potujejo peš, z živalmi ali s kanuji po vodah, dandanes pa nekateri celo z motornimi vozili.
- Večina nomadov živi v šotorih ali drugih prenosnih bivališčih.
- Večina nomadov potuje v skupinah, ki temeljijo na sorodstvenih in zakonskih zvezah ali na formalnih sporazumih o sodelovanju.
- Po navadi moški sprejemajo večino odločitev, nekatera plemena pa imajo tudi svoje vodje.

## Vrste nomadov glede na slog življenja
Nomadi se razlikujejo glede na tri glavne vrste, katere zaznamujejo življenjski slogi oziroma okupacije s katerimi se ukvarjajo. Pod vsako od teh treh vrst se uvrščajo posamezna ljudstva, družine in skupine nomadov. 

### Lov in nabiralništvo
Nomadski lovci in nabiralci potujejo zaradi iskanja divjadi, užitnih rastlin in vode, torej lov in nabiranje opisuje njihov življenjski slog. Običajno ženske nabirajo rastline, moški pa se ukvarjajo z lovom. Otroci se že od malih nog učijo opravil, kateri pripadajo specifičnemu spolu. Ta stil življenja ne predstavlja sinonima za kmetijstvo, saj se tradicionalni kmeti ukvarjajo predvsem z udomačenimi živalskimi in rastlinskimi vrstami, medtem ko se nomadski lovci in nabiralci ukvarjajo z lovom in nabiralništvom divjih vrst. Pomembno je poudariti tudi to, da sta lov in nabiranje prvi in najuspešnejši prilagoditvi človeštva, kateri zavzemata vsaj 90 odstotkov celotne človeške zgodovine in človekovega njegovega obstoja.
- Primer takšnih so Afriški Sani, kateri spadajo med najstarejše kulture na svetu in domneva se, da izvirajo iz prvih prebivalcev sedanje Bocvane in Južne Afrike. Sezonsko se gibajo znotraj določenih območij glede na razpoložljivost virov, kot so voda, divjad in užitne rastline.[3]
- Morski nomadi so tudi vrsta lovskih nomadov, ki prav tako potujejo iz kraja v kraj, le da ti lovijo ribe in ostala morska bitja, kot vir za preživetje. Živijo v koliščarskih lesenih hišicah. Zaradi pogostega potapljanja [4] naj bi se njihov organizem tako privadil podvodnim razmeram, da jih znanost prepoznava kot prve ljudi, ki imajo genetsko adaptacijo za potapljanje, kar pomeni, da se lahko potopijo zelo globoko brez kakršnih koli pripomočkov.

### Živinoreja
Pastirski nomadi potujejo zato, da preživljajo živino, kot so kamele, govedo, koze, konji, ovce ali jaki. Pastoralna nomadska društva običajno ne štejejo velikega števila prebivalcev. Nekateri so prisiljeni zapustiti določeno ozemlje tudi zaradi napadov drugih naseljenih skupnosti, torej da se izognejo sovražnikom. Večina pastoralnih družin  se običajno giblje v isti regiji in ne potuje zelo daleč v povsem drugo regijo. Pogost razlog za to je, da nimajo sredstev za selitev, razen če se za stalno preselijo iz območja. Družina se lahko giblje sama ali v družbi drugih družin; če se premika sama, po navadi ni oddaljena več kot nekaj kilometrov od druge družine. Geografska bližina družin je po navadi vzajemna podpora.
- Na primer etnična skupina Fulan, ki izhaja iz Nigerije, je prepoznana kot največja nomadska skupnost na svetu. Fulani s svojimi čredami goved potujejo po travnikih zahodne Afrike. Poleg govedoreje se ukvarjajo tudi z raznimi vrstami umetnosti in s trgovstvom.[6]
- Mongoli so tudi pastoralni nomadi. Prav oni so ustvarili največje kopensko cesarstvo v zgodovini. Prvotno so bili sestavljeni iz posameznih nomadskih plemen iz Mongolije, Mandžurije in Sibirije, v poznem 12. Stoletju pa jih je cesar Genghis Khan združil z drugimi nomadskimi plemeni in ustanovil mongolsko cesarstvo, ki se je sčasoma raztegnilo vzdolž celotne Azije. V primeru mongolskih nomadov se družina seli dvakrat na leto. Ta dva gibanja se običajno odvijajo poleti in pozimi. Zimska destinacija se običajno nahaja v dolini v neposredni bližini gora, kjer ima večina družin že vnaprej določene lokacije. Izbrane zimske lokacije imajo vedno zavetje za živali. Poleti se preselijo na odprte pašnike, kjer se lahko živali pasejo.[7]

### Trgovina in obrt
Nomadi trgovci in obrtniki ponujajo razne obrti ali izdelke naseljenemu prebivalstvu, med katerim potujejo. So najpogostejši, še obstoječi nomadski narodi v industrializiranih državah. Večina tako živečih nomadov ne ustreza samo eni skupnosti; mnogi se imenujejo kar po poklicih katere opravljajo, torej imajo več imen, saj skoraj zagotovo opravljajo več poklicev hkrati. To vrsto nomadov so državne vlade sprejele kot najmanj škodoželjne, zato jim ponekod nudijo določene olajšave in jih sprejemajo enakovredno kot svoje državljane.
- Na primer Romi, ki so premikajoča se etična skupina, katera naj bi se prvič pojavila v Indiji, od koder pa se je razkropila po celem svetu, predvsem pa v Evropske države. Skozi zgodovino so dobili vrsto imen, katera oni sami dojemajo kot žaljiva, nedavno nazaj pa so tudi ostali spoznali, da si takšne vrste nomadi zaslužijo enotno, mednarodno ime. Tako so uradno postali romi, z raznimi prilagoditvami glede na jezik. [9]
- Primer tovrstnih nomadov so tudi "Novodobni Popotniki" (angleško: New Age travellers), ki pogosto zagovarjajo novodobna prepričanja in hipi kulturo šestdesetih let. Potujejo med glasbenimi festivali in sejmi, in na tak način ohranjajo vezi z drugimi, ki imajo podobna prepričanja. Prevažajo se v kombijih, tovornjakih, avtobusih ali avtomobilih s prikolicami. Prevozno sredstvo predstavlja tudi njihov dom. [10]

## Nomadi danes
Nomadski način življenja je vedno bolj redek. Mnoge vlade ne marajo nomadov, ker je težko nadzorovati njihovo gibanje, od njih terjati davke ter usklajevati vso potrebno birokracijo. To nam da vedeti, da sodobni način življenja uničuje nomadsko tradicijo, še posebej v bolj industrijsko razvitih državah.
Mnoge države so pašnike pretvorile v zasebna posestva in na tak način prisilile nomadska ljudstva, da se nekje za stalno naselijo. Zato je obstoj mnogih nomadskih družb danes ogrožen, ker se njihova pravica do zemlje zelo težko usklajuje z drugimi lastniki ozemelj.
Čeprav mnogi, katerim nomadizem predstavlja neko prijetno asociacijo, zavidajo nomadskemu načinu življenja zaradi njihove prostosti, se večina ne more upreti žaljivkam in poimenovanj kot so "cigani", "primitivneži", "begunci" in "urbani brezdomci".